# Municipio de Wright (condado de Hillsdale,)
El municipio de Wright (en inglés: Wright Township) es un municipio ubicado en el condado de Hillsdale en el estado estadounidense de Míchigan. En el año 2010 tenía una población de 1655 habitantes y una densidad poblacional de 14,68 personas por km².

## Geografía
El municipio de Wright se encuentra ubicado en las coordenadas 41°45′39″N 84°24′49″O / 41.76083, -84.41361. Según la Oficina del Censo de los Estados Unidos, el municipio tiene una superficie total de 112.72 km², de la cual 112,27 km² corresponden a tierra firme y (0,39 %) 0,44 km² es agua.

## Demografía
Según el censo de 2010, había 1655 personas residiendo en el municipio de Wright. La densidad de población era de 14,68 hab./km². De los 1655 habitantes, el municipio de Wright estaba compuesto por el 97,22 % blancos, el 0,18 % eran afroamericanos, el 1,15 % eran amerindios, el 0,06 % eran asiáticos, el 0,36 % eran de otras razas y el 1,03 % eran de una mezcla de razas. Del total de la población el 1,57 % eran hispanos o latinos de cualquier raza.